# えとせとら
『えとせとら』(ET CETERA) は、なかざき冬による日本の漫画作品。
1997年9月号から2000年12月号まで『月刊少年マガジン』（講談社）にて連載されていた。単行本は全9巻。

## 概要
十二支の動物の成分（エキス）を使うことで様々な弾丸を発射できる奇銃・エトガンと、その銃をめぐる様々な人間模様を描いた西部劇。序盤はコミカルなシーンが多いが、終盤はシリアスな場面が増えてくる。

## あらすじ
殺人も日常茶飯事の西部にたった一人で暮らすミンチャオの夢は、ハリウッドに行き人気スターになること。鍛冶屋だった亡き祖父が託した不思議な銃を持つ彼女はある日、行き倒れの牧師を助けたことをきっかけに、牧師の旅に同行することになる。しかし、神の教えを広めるため旅をしているという牧師・バスカービルの真の狙いとは。そして、奇銃・エトガンに隠された秘密とは……。

## 登場人物
ほとんどの登場人物の名前は書体に由来している。

### ミンチャオ一行
ミンチャオ
主人公である中国人の少女。漢字表記では「明朝」と書く。『Who is 風生!?』の第19話に登場した際の発言から、年齢は13歳のようである。祖父が作った鍋を常に背中に背負っており、トレードマークとなっている。右手には幼少期に完成したての熱されたエトガンを触った際にできた焼印があるが、人に見せたくないとの理由から、常に手袋を着用している。なお、普通の銃の扱いは下手で、ポーカーに関してもあまり詳しくない。
自分の美しさに自信があるらしく、ハリウッドでミュージカルスターになる夢を度々口にしている。しかしひどい音痴であり、その事実を知った時はひどく落ち込んだ。
鶏や兎など、食べるための動物は遠慮なく殺すが、人殺しは極度に嫌う。そのため、道中で仲間たちが敵を殺そうとすると、必ず制止している。
バスカービル（レイジー・ボーン）
金髪で目の細い、世界を旅する牧師。ミンチャオからは「牧師様」と呼ばれている。使用する武器は主にナイフのみで、銃は一話でライフルを使用していた以外は使っていない。また、ポーカーにおいては袖の中に隠したアームを用いて引いたカードを予め持っていたカードとすり替えるイカサマを行い、相手にイカサマをなすり付けるといった技術を駆使していた。行き倒れとなっている所をミンチャオに拾われ、それ以後行動を共にする。
丁寧な言葉遣いでただの優男に見えるが、実は組織の人間であり、本名は「レイジー・ボーン」という。かつては組織の命令による奇銃集めのために、多くの人々を惨殺してきた過去をもつ。しかしそれは、病気の妹チゼルの薬を組織からもらうためであり、妹のためなら何でもするという強い信念から起こした行動である。だが組織からもらっていた薬は実は麻薬であり、その副作用もありチゼルは命を落とす。それを機に、組織のボスを自らの手で倒すため、エトガン捜索の任務を願い出る。
ゴーディとの戦いでミンチャオたちとはぐれてしまい、生還を果たすも記憶を失いブラッシュに利用される。
組織の人間の証である花嫁衣装のレリーフは、チゼルにもらった十字架の裏に刻まれている。
ベンケイト
長身の女性で、奇銃収集家。左頬に傷がある。変わった物、珍しい物が好きで、一度欲しいと思った物は何が何でも手に入れなければ気が済まない。加えて、豪快ながら疑り深い性格をしている。かつてゴナから奪った折り畳み式の全長7フィートもの長さを誇る超ロングライフルを主装備としており、薙刀のように振り回して使うことも。この他、猫を模した銃や靴に仕込まれた銃といった奇銃、そして素早い身のこなしを駆使して戦う。バスカービルとは旧知の中で、時に対立し、時に共闘していた。
すでに盗賊団から奪った99挺の奇銃を手に入れ、100挺目の銃としてエトガンを手に入れようと、孫に会うために一人旅をする老婆に変装してミンチャオと牧師に近づく。
しかしゴナ一味との交戦の際、人を疑うことを知らない純粋なミンチャオを見たことで「変わったヤツ」だと興味が湧いたため、変装を解いて（ミンチャオは変装時の彼女と同じ香りがすることから、ベンケイトを老婆の孫と認識。ベンケイト自身も変装していた老婆のことはミンチャオが二人とはぐれていた際に殺されたと説明している）ミンチャオたちの旅に同行する。
オルタネート
エトガンを奪おうとミンチャオたちを付け狙う、細身の少年。策略家であり、車掌に変装してミンチャオに近づくなど、狡猾な手口を好む。フィノやベンケイトと比べると体力面では劣るが、自分よりも大柄な男性を蹴り飛ばせるほどの格闘能力は持ち合わせている。
だが騙すことは多くても騙される経験は少なかったようで、ブラッシュに「お前の父親を殺したのはミンチャオだ」と吹き込まれてあっさり信じ、組織に入るためにブラッシュと行動を共にする。
後に父親を殺したのは本当はブラッシュだったと分かり、仇討ちのためにミンチャオたちの仲間となる。
フィノ
インディアンの少女。右手には幼少期に焚火の中に落とした星座銃を握ったことで付いた星座銃の焼印があり、そのため星座銃を撃つことができる。元々は誰にでも優しくできる人懐こい性格だったが、ブラッシュに両親を殺されたことをきっかけに、極度の白人嫌いになる。
ミンチャオとは対照的に、動物たちを仲間だと考えているため、動物の肉は全く食べないベジタリアンである。しかし気絶しているゴーディを斧で殺そうとするなど、白人相手には容赦が無い。
ヤギ
フィノの弟。自身ら部族が「聖なる山」と呼ぶ鉱山に近づいた際にゴーディによって重傷を負わされ、倒れていたところをミンチャオたちに助けられる。両親をブラッシュに殺されたことを知り、フィノと同じく両親の仇をとるために荷物に紛れてついて来た。まだ幼い上に武器も持っていないため、戦闘では目立った活躍はほとんどない。
旅に出るまでは村を出たことがなかったせいもあり、好奇心旺盛で色々な物に興味を示す。

### 組織の人間
ボカッシィ
情報屋を営む小柄な男で、語尾に「～ね」を付ける。帽子を脱いだ頭はスキンヘッドで、常に巨漢とリーゼントヘアの男の手下を連れて行動している。情報屋として大成するまでは人の話を盗み聞きするだけの三下だったらしく、その当時を知っているバスカービルとベンケイトを前にした時は、泣きながら命乞いをした。バスカービルとベンケイトに変装した部下たちを使って宿屋に泊まったミンチャオたちの抹殺とエトガンの強奪を画策し、さらに手柄を独り占めするべくダイナマイトで手下たちも宿屋ごと爆殺しようとする。しかし、バスカービルとベンケイトに手下たちを倒された上ダイナマイトの導火線もバスカービルの投げたナイフで先端ごと切断されて失敗し、自身も星座銃に関する噂を吐かされた上で二人にボコボコにされた。その後は、オルタネートの手下になった模様。列車を暴走させた折にミンチャオたちと交戦する部下たちを列車から落とされ、自身も最後尾の客車を切り離すべくオルタネートに渡したダイナマイトの爆発によって列車の屋根から転落する。
ゴーディ
オルタネートの父。息子とは違い大柄な筋肉質の男で、金や財宝に対する執着が強い。組織の人間の証として、花嫁衣装のレリーフが刻まれたコインを持っている。
組織からエトガン捜索の命を受けていたが、数年前から鉱山にこもって一人で金を掘り続けていた。その間に、エトガンの指令書と花嫁衣装のコインをオルタネートに持って行かれる。戻って来たオルタネートから事情を聞き、エトガン奪取のためにミンチャオたちを罠にかける。
その強靭な肉体とツルハシを投擲武器に使う戦法、そして服の下に着込んだ黄金製の鎧による高い防御力でミンチャオたちを苦しめるが、フィノが解放した星座銃から放たれた魚座弾を股間に喰らい気絶。フィノに殺害されそうになるが、間一髪でミンチャオに助けられる。だが、最終的には星座銃を狙うブラッシュに殺される。
ブラッシュ
騎兵隊の隊長を務める、早撃ちが自慢のガンマン。フィノとヤギの両親を殺し、同じ組織の人間であるゴーディも殺した極悪非道な男。関西弁で喋る。花嫁衣装のレリーフは銃のグリップに刻まれている。
利用できるものは何でも利用し、邪魔するヤツは容赦なく殺すと豪語。武器も性格も何もかもが正反対なバスカービルとは非常に仲が悪く、記憶喪失になったバスカービルを麻薬漬けにして服従させようとする。
キャバナー・P・スクリプト
常にキセルを手に持つ、羽振りの良い女性。ミンチャオたちを助けたことから一時的に同行するが、その正体は組織の幹部でありボスの右腕。プライドが高く、人の手柄を横取りするなど、自分の手を汚さずに利益を得ようとする一面がある。
しかしフィノの双子座弾によって弾かれた岩を顔に受けて右目を失明してからは、自らの手でミンチャオたちを血祭りにあげるべく、エトガンの焼印を右手に押す。
フーツラ
初老のマジシャン。右手の人差し指に、花嫁衣装のレリーフが刻まれた指輪をはめている。
語尾に「～ショー」を付けるのが口癖。柔和な外見と鮮やかな手品を駆使して、ヤギから星座銃を奪うが、キャバナーの命令によって右手に星座銃の焼印を押すことになる。
ゴシック
組織のボス。普段は姿の見えないほどの闇の中から指令を出し、常に仮面を身に付けている。干支銃と星座銃を探すため、組織の人間にアメリカ中の奇銃を集めさせている。
右手には干支銃と星座銃、両方の焼印が付いているため、どちらの銃も効かない。

### その他
ミンチャオの祖父
鍛冶屋を営んでいた、ミンチャオのおじいちゃん。現在は故人となっている。偏屈な印象の人物で、語尾に「～ゾイ」を付ける。干支銃と星座銃の生みの親であり、ミンチャオの夢に度々現れては、エトガンのことを色々と教えてくれる。
バイパー三兄弟
ならず者たちを率いて強盗・殺人を繰り返す3人兄弟。年上であるほど体格が大きい。初めてミンチャオのエトガンを喰らった者たちであり、気絶した後は捕らえられ、賞金を街の修繕費にあてがわれる。
バンドーム・バイパー
バイパー三兄弟の長男。巨体を誇り、銃口が4インチもある巨大な拳銃を武器とする。ボウルの報復のためにミンチャオの住んでいた街を襲撃し、ミンチャオに翌日の夜明けに決闘を申し込む。部下をバスカービルに全滅させられた後、ミンチャオと対決する。ミンチャオとバスカービルを追い込むも、彼女が逃げ込んだバーで見つけたマムシ酒に漬かっていたマムシを使ってエトガンから発射した巳弾によって敗れる。
ドム・バイパー
次男。バンドームと共にミンチャオの住んでいた街を襲う。しかし、兄の就寝中に部下もろともバスカービルの襲撃に遭い成敗される。なお、その際の反応からバイパー一味がバスカービルの正体を知っていたことが分かる。
ボウル・バイパー
三男。ミンチャオがバスカービルに兎鍋を振る舞っていた所を襲撃する。しかし、鍋の中に落としたエトガンから偶然放たれた卯弾を受けて倒れる。その後は兄たちにミンチャオが自分を倒したことを告げた。
スーボ
母親と一緒に牧場の手伝いをしている少年。右頬に十字傷がある。フランクリンたちによって、自分の牧場の牛を横取りされており、母親と共に苦しい生活を続けている。牛たちを奪還するべくフランクリン一味の下に向かうも、囚われてしまう。しかし、ミンチャオたちがフランクリン一味を撃退したことによって牛たちを取り戻すことができた。
スーボの母
スーボの母親。夫（スーボの父）に先立たれて以降、母子二人で牧場を経営している。フランクリンによって牧場が経営の危機に陥るも、ミンチャオたちに助けられる。
フランクリン
フランクリン牧場の主人で、オカマ口調の小柄な中年。近場の牧場の牛を奪い続けていた。牛を取り戻そうと自身の牧場に乗り込んだスーボを捕らえ、母親宛てにスーボと引き換えに牧場の権利書を渡すよう手紙を出す。救出に向かったミンチャオとバスカービルを捕らえ、ミンチャオを牧場で飼っている水牛に殺させようとする。だが、ミンチャオのエトガンに水牛の糞が付いたことで発射された牛弾によって成敗される。その後、今度は魚を奪うことに鞍替えしていたが、この時はフィノの星座銃でまたしても失敗する。
ボドニー
踊り子。正統派ギャンブラーでもあり、その腕前はかなりのもの。ある理由から、イカサマを非常に毛嫌いしている。ファニーという妙な風貌の犬を飼っており、虎の毛皮のパンツを穿いている。ひょんなことからミンチャオがイカサマ師とのポーカーに負けたことで手放したエトガンをギャンブルに勝って入手し（彼女はエトガンをクレオパトラが自殺した際に使った伝説の銃と思い込んでいた）、エトガンを奪還しようとするバスカービルにポーカー対決を挑まれる。
しかし、勝負の途中に乱入したカフマンによってミンチャオが攫われ、その際にカフマンの銃弾からファニーを庇い負傷したバスカービルのことを信用し、ミンチャオ救出のためにカフマン宅に乗り込む。しかし、カフマンに襲われるも、ミンチャオが咄嗟に彼女のパンツを使って発射した虎弾でカフマンが倒されたことにより助かる。その後はミンチャオたちにエトガンを返すと共に、カフマンを放っておけず和解。負傷した彼の手当てをすることになる。
カフマン
酔っ払いのイカサマギャンブラー。元々は真面目な青年でボドニーとは恋人同士だったが、ある日イカサマ師に全財産を巻き上げられてからは酒浸りとなり、自分もイカサマ師になってしまった。ボドニーとヨリを戻そうと何度も迫るが、その度に断られている。ボドニーに酷評されて激昂し、彼女を殴ろうとしたところをミンチャオに阻まれ、さらにバスカービルが自分たちの全財産とカフマンがボドニーから手を引くことを賭けたポーカー対決でイカサマを駆使した彼に敗北。その場は引き下がるが、後にポーカーを行うバスカービルとボドニーを強襲。
騒動に巻き込まれたミンチャオを人質に取ってボドニーに身代金として1000ドルを自宅に持ってくるよう要求する。家にある酒を飲んで酔っ払ったミンチャオと意気投合するも、ボドニーがやって来たことでミンチャオを奪還した彼女に襲い掛かる。しかし、酔いが覚めたミンチャオが放った虎弾を喉に受けて倒れる。その際の傷が原因でしばらくまともに食事ができなくなり、ボドニーに世話されることとなる。
ゴナ
盗賊団のボス。自慢の超ロングライフルであちこちを荒らし回っていたが、ベンケイトに右腕を吹き飛ばされ、銃を奪われる。それ以来、血眼になってベンケイトを探している。失った右腕に小型機銃を装備しており、普段は包帯で隠している。ミンチャオのエトガンを見たことで彼女をベンケイトと勘違いした男（結果、銃の形が違ったことでゴナに射殺された）の密告で、老婆に変装したベンケイトをそうとは知らずにミンチャオやバスカービル共々襲撃する。
しかし、正体を現したベンケイトに部下を全滅させられる。吊り橋の上に追い詰められ命乞いをするも、バスカービルらと合流したミンチャオがベンケイトを静止したことで生まれた隙を突き、彼女を銃撃する。しかし、吊り橋の支柱に鼠弾が当たっており、吊り橋のロープが切れたことで谷底の激流に消える（ミンチャオとベンケイトは咄嗟に吊り橋に掴まり、ミンチャオの撃った猪弾が山頂にあるゴナ一味の落とそうとした大岩を川に落とし、水柱で吊り橋ごと跳ね上がったことで生還）。
ルリール
旅芸人一座の看板である踊り子の少女。足をケガしたトラウマから、杖がないと歩けなくなってしまった。しかし列車事故でのミンチャオの一喝により、再び自分で歩けるようになる。その後は出番が無かったが、キャバナーとバスカービルが乗った列車で再び登場。だがまたしても列車事故に巻き込まれてしまう。
戦う力を持たないか弱い少女だが、悪人を見抜く洞察力は確かで、オルタネートやキャバナーを危険な人間だと気付く。また、天然でややデリカシーに欠ける言動をすることがある（讃美歌を歌った際に自身が音痴であることに気付いたミンチャオを言葉の節々に「音痴でも」を付けながら励ましていた）。
ルリールの父
ルリールの父親で、旅芸人一座のメンバー。優しい性格をしており、ルリールは彼の存在からミンチャオに羨まれていた。
とある街の町長
ルリールの一座が毎月公演を行っている街の町長で、鍛冶屋を営んでいる。気難しそうな老人だが、ルリールが歩けるようになったことを喜ぶなど優しい人物。一座の公演の度に工場の隣の小屋を会場として貸している。十年ほど前に鍛冶の腕を磨くべく旅をしていたところにミンチャオを連れた彼女の祖父と出会い、エトガンに関する話を聞いている。その際にまた会えることを願ったミンチャオの祖父からエトガンの焼き印と同じ紋章の刻まれた鉄片を貰っている。エトガンを狙ってミンチャオに夜襲をかけたオルタネートに向かって先述の鉄片を熱して見せ、「エトガンを使いたいならこれを握れ」と勧めたことで彼を動揺させ、バスカービルとベンケイトの救援が間に合ったことで撃退した。ミンチャオたちとの別れ際、ミンチャオとの思わぬ再開に運命を感じていた。
長（おさ）
フィノたちのインディアン部族を束ねる族長。ヤギを助けたミンチャオたちをもてなし、ゴーディに関する情報と兎の手のお守りを提供した。お守りはミンチャオがそれを使って卯弾を発射し、罠を乗り越えるのに役立てたが、鉱山内から脱出する際に先端が千切れてしまった。十年以上前に流行病で壊滅状態だった部族をミンチャオの祖父が提供した中国産の薬によって助けられ、その礼替わりとして星座銃を隠すよう託された。
友好部族の長
フィノの部族と交流のあるインディアン部族の族長。自身らの集落付近で暴れ回る雌グリズリーに手を焼いていたが、部族の少女がその可愛さから隠していた子熊を隠れてミンチャオたちにヤギが返したことで一件落着する。
タイポス
ある町の教会の牧師。元々はブラッシュの部下として騎兵隊に所属していたが、ブラッシュのやり方についていけなくなり、騎兵隊をやめて牧師として暮らしていた。
コロネット
タイポスの愛娘。タイポスに干支銃と星座銃を奪わせるため、ブラッシュとオルタネートに捕らえられる。
チゼル
バスカービルの妹。胸の病気を患っており、発作を抑えるためにバスカービルが組織からもらった薬を服用していた。だがその薬は…。
ビッグ
漁師。魚を捕るために網を仕掛けていたが、海に落ちたミンチャオが引っかかった。魚を安値で強引に買い占めるフランクリンに頭を悩ませている。
ナール兄弟
駅馬車を営む双子の兄弟。兄は口が達者で、弟は極度の無口。双子座弾のエキスを得るため、フィノに髪の毛を毟られた。
ラボゴ
狼のような姿をしたキャバナーの飼い犬。犬弾を撃つためのエキスとしてキャバナーが連れ歩いていたが、キャバナーが逃げる際、おとりとしてキャバナーに殺される。
ゴカール
動物の毛皮を頭に被っている大男。レストランを経営しているが、アーノルドによる地上げによって、店は様々な嫌がらせを受けている。
コーネリア
ゴカールの娘で、父と二人で暮らしている。胸の病気を患っており、兄のヨシールからもらう薬で発作を抑えていた。
アーノルド
目の細い銀行屋。マンハッタンへの人通りが多いゴカールの店に目を付け、レストランから出て行かせようと土地の権利書をでっち上げる。
ヨシール
コーネリアの兄。組織の運び屋をやっており、見返りとしてコーネリアのための薬をもらっていた。だがその薬は麻薬であり、積荷も麻薬であったことを知った時は、国中にバラまいてしまったことをひどく後悔する。
イナひげ
ニューヨークのチャイナタウンで薬屋「胡子葯房」を営む髭の長い老人。ミンチャオの祖父とは親友で、かつては右手にエトガンの焼印があった。しかし、焼印を組織に利用されるのを恐れたため、自ら右手を切り落とした。薬屋だけあって、キズ薬や痛み止めの薬などを持ち歩いている。

## 干支銃と星座銃
この物語の軸となる2つの奇銃、干支銃（エトガン）と星座銃（ゾディアック）。両方の銃に共通する特徴は以下の通りである。
- 撃つためには必要な成分（エキス）と、右手にグリップの焼印が必要。
- 右手に焼印を持つ者に向けてエトガンや星座銃を撃っても、弾丸は当たる直前に消えてしまう。
- それぞれの銃には魂が宿っており、悪意を持って撃ち続けると、引き金が動かなくなってしまう。

また、干支銃と星座銃、それぞれが使用できる弾丸を以下に説明する。

### 干支銃
十二支の成分を弾丸に込めて撃つことができる。また、右手に焼印のある人物が焼印と同じ形状の紋章部分に焼印を重ねると、組織が隠した麻薬の在り処がその人物の頭に流れ込む。
鼠弾（ネズミだん）
発射すると、弾丸は真っ直ぐ対象物に向かわずに、近くの隙間に入り込んでしまう。
作中で何度か使われたが、至近距離で直撃したブラッシュがすぐに目を覚ましたことから、威力は低いと思われる。
牛弾（ウシだん）
猛牛のような力強い弾丸が発射され、対象物を角でかち上げる。
物語の舞台が西部時代だけに、牛革製品が様々なところで使われているため、作中での使用回数が最も多い。
また、乳牛のミルクを成分に使うこともできるが、威力はゼロに等しい。
虎弾（トラだん）
弾丸が撃ち出されると、対象者の喉笛に向かって放物線を描きながら飛んでいく。
兎弾（ウサギだん）
跳弾のように、一度地面に当たった後、対象物に向かって飛んでいく。
龍弾（リュウだん）
他の11種類の成分を全て使うことによって撃ち出すことのできる、最強の弾丸。
通常は右手に焼印を持つ者にエトガンを撃っても効果は無いが、龍弾だけは例外。
巳弾（ヘビだん）
撃ち出されると、弾が地面を這っていき、対象物に絡んだ後に命中する。
馬弾（ウマだん）
発射されると、猛烈なスピードで対象物に向かっていく。
羊弾（ヒツジだん）
螺旋の軌道を描きながら飛んで行き、当たった相手を眠らせる。
エトガンの12種類の弾丸の中で唯一、原作中で使われなかったが、『Who is 風生!?』第19話にてお披露目された。
猿弾（サルだん）
撃ち出された弾丸は猿のように跳ね回り、相手の銃を叩き落していく。
鳥弾（トリだん）
上空を旋回した後、対象物に向かっていく。
犬弾（イヌだん）
対象人物の服などを銃口に当てて発射すると、そのニオイの元をどこまでも追っていく。
亥弾（イノシシだん）
弾丸が発射されると、猪のごとく一直線に対象物に向かっていく。

### 星座銃
十二宮の成分を弾丸に込めて撃つことができる。ミンチャオの祖父に救われたフィノの一族が聖なる山の地下に隠していたが、ゴーディとの対決の過程でフィノの手に渡る。
牡羊座弾（アリエス）
エトガンの羊弾と同じく、当たった相手を眠らせる効果がある。『Who is 風生!?』第19話にて登場。
牡牛座弾（タウラス）
エトガンの牛弾と同じく、猛牛のような力強い弾丸が発射される。
また、エトガンの牛弾と同時に発射することで、威力を倍増させることができる。
双子座弾（ジェミニ）
弾丸が同時に2発発射され、一方は通常の弾道を、もう一方はその弾道の影となって対象物に向かって行き、当たる直前に実体化する。
蟹座弾（キャンサー）
撃ち出された弾丸は2つに分かれ、対象物を挟み撃ちにする。
獅子座弾（レオ）
原作で全く触れられなかったため、詳細は不明。
乙女座弾（ヴァーゴ）
獅子座弾と同じく詳細は不明だが、最終巻の読者アイデア発表で「ハートの形に回転する」「傷を治す」「体が成長する」などが紹介された。
成分としては一番手近だと思われるが、作中では一度も使われることはなかった。
天秤座弾（ライブラ）
2つの対象物に狙いを付けて発射すると、罪深い者の方に飛んでいく。
蠍座弾（スコーピオン）
撃ち出された弾丸は、まず対象人物の足元へ向かい、バランスを崩した後でサソリの尻尾のように頭を狙う。
射手座弾（サジタリウス）
弾丸が発射されると、矢のごとく一直線に対象物に向かっていく。
その威力は釣鐘を落としてしまうほど。
山羊座弾（カプリコーン）
撃ち出された弾丸は、崖を駆け上がるような弾道で対象物へ向かっていく。
水瓶座弾（アクエリアス）
対象物に向けて発射すると、その者を包み込むようにデリンジャーの弾丸をも防ぐ巨大な光の水瓶が現われ、身を守ることができる。
魚座弾（ピスケス）
水辺で発射すると、弾丸が水中を猛烈なスピードで泳いでいき、対象物に命中する。
陸上で発射した場合は威力は皆無に近いが、トビウオを成分に使った場合は十分な破壊力がある。